# Municipio de Hastings (Míchigan)
El municipio de Hastings (en inglés: Hastings Township) es un municipio ubicado en el condado de Barry en el estado estadounidense de Míchigan. En el año 2010 tenía una población de 2948 habitantes y una densidad poblacional de 37,26 personas por km².

## Geografía
El municipio de Hastings se encuentra ubicado en las coordenadas 42°37′57″N 85°14′33″O / 42.63250, -85.24250. Según la Oficina del Censo de los Estados Unidos, el municipio tiene una superficie total de 79.12 km², de la cual 77,74 km² corresponden a tierra firme y (1,74 %) 1,38 km² es agua.

## Demografía
Según el censo de 2010, había 2948 personas residiendo en el municipio de Hastings. La densidad de población era de 37,26 hab./km². De los 2948 habitantes, el municipio de Hastings estaba compuesto por el 97,8 % blancos, el 0,03 % eran afroamericanos, el 0,17 % eran amerindios, el 0,37 % eran asiáticos, el 0,41 % eran de otras razas y el 1,22 % eran de una mezcla de razas. Del total de la población el 1,26 % eran hispanos o latinos de cualquier raza.